# Sergueï Tchoubraev
 (juillet 2025).
Sergueï Alexandrovitch Tchoubraev (en russe : Сергей Александрович Чубраев), né le 18 mai 1972 à Leningrad, URSS, est un collectionneur russe, expert culturel et conservateur d’archives musicales et artistiques de l’underground de Leningrad de la seconde moitié du XXᵉ siècle.

## Biographie
Sergueï Tchoubraev est né en 1972 à Leningrad (URSS). Sa mère était directrice de bibliothèque et son père, spécialiste de l’étalonnage des équipements pour sous-marins nucléaires dans une entreprise de défense. Après le divorce de ses parents, il est resté vivre avec sa mère, qui s’est ensuite remariée avec un docteur en sciences physiques et mathématiques.
Il a étudié à l’école n° 89 du district de Kalinine à Leningrad. Après la 8ᵉ année, il est entré au collège médical de l’Institut médical sanitaire et hygiénique de Leningrad.
De 1990 à 1992, il a travaillé dans un laboratoire expérimental de tests ADN au sein du Bureau d’expertise médico-légale,.
Depuis la fin des années 1990, il travaille en tant que coordinateur de projets architecturaux et de design, ainsi que chef de projet dans plusieurs entreprises du bâtiment et cabinets d’architecture,. En parallèle, il a suivi les cours du soir à la faculté d’histoire de l’art de l’Institut national de la culture de Saint-Pétersbourg, dont il est diplômé en 2001.
En 2005 et 2006, il a été coproducteur des courts-métrages Blood et Per Rectum, réalisés par Piotr Fiodorov. Ces films ont été primés au Festival international du film indépendant « Rêves purs » (en russe : « Чистые грёзы ») : Blood a reçu le prix de la meilleure parodie du cinéma national, tandis que Per Rectum a été distingué pour sa contradiction radicale entre la forme et le fond.
De 2005 à 2007, il a travaillé chez Condé Nast (Moscou) en tant que producteur photo pour des magazines comme Vogue, Playboy, Marie Claire, Cosmopolitan, etc.
Dès sa jeunesse, il s’intéresse au rock, en particulier à la scène rock de Leningrad et à l’œuvre du groupe Pop-Mechanika. En 2003, il commence à constituer une vaste collection d’archives liées à la vie et à l’œuvre de Sergueï Kouriokhine : enregistrements vidéo et audio, photographies, affiches, billets, costumes de scène, instruments de musique, décors, lettres, manuscrits, objets personnels, etc. Il a mené environ 200 entretiens et a visité dix villes, notamment Helsinki, Berlin et Paris, et réuni plus de 1 000 pièces. En 2017, cette collection a été confiée au musée Garage d’art contemporain,.
Après avoir transmis la collection Kouriokhine, il a lancé un nouveau projet d’archivage autour du Leningrad Rock Club. En deux ans, il a rassemblé plusieurs milliers de documents et objets, dont les statuts fondateurs du club,.
Entre 2012 et 2015, il a constitué une importante collection liée à la vie et à l’œuvre du compositeur Oleg Karavaïtchouk, avec lequel il a collaboré et qu’il considérait comme un ami proche,. Cette collection a été acquise en 2022 par le Musée Garage,.
Par la suite, il a élargi son champ de recherche à la culture underground de Leningrad et de Moscou de 1952 à 1991. Sa collection comprend notamment des documents sur le Cercle philologique (en russe : Круг Красильникова), Joseph Brodsky, Sergueï Dovlatov, le Café Saïgon ; des groupes comme Kino, Aquarium, Zvuki Mu, Zoopark ; la Société d’Art Visuel Expérimental ; Timur Novikov et les Nouveaux Artistes ; la Nouvelle Académie des Beaux-Arts ; la culture hippie soviétique ; ainsi que des œuvres de mail art, du samizdat, du conceptualisme moscovite, et des « disques sur os » (disques clandestins gravés sur des radiographies médicales),,,.
En 2020, il a participé à la systématisation des archives d’Alexandre Lipnitski et du groupe Zvuki Mu,.
En décembre 2020, il a publié son autobiographie intitulée Chroniques de mon underground (en russe : « Хроники моего андеграунда »), aux éditions françaises Nouveaux Angles,. En 2021, l’ouvrage a été finaliste du concours national de design de livre Zhar-Kniga (en russe : « Жар-книга »).

## Expositions, Séminaires, Performances
De 1999 à 2001, il a été membre du collectif artistique Private Curators. Il a participé à plusieurs actions performatives, expositions et happenings.
En 2005, il a reçu une bourse de la fondation Pro Arte pour organiser l’exposition personnelle de Dmitri Sirotkin Fleur pour Perséphone (en russe : «Цветок для Персефоны»), au cimetière du Monastère Saint-Alexandre-Nevski. Il en était le commissaire. Il a ensuite dirigé plusieurs projets de Sirotkin exposés en Allemagne (Klingspor-Museum, Musée de l’art du livre à Offenbach, Bibliothèque d'État et universitaire de Saxe à Dresde), en Russie (musée de l’Ermitage) et dans des collections privées.
En 2008, il a organisé l’exposition Rembrandt de Pavel Pepperstein à la galerie Dmitry Semyonov à Saint-Pétersbourg. Il a également participé au festival de musique internationale SKIF‑12, en fournissant des vidéos d’archives sur Sergueï Kouriokhine.
En 2009, il est intervenu lors de la conférence d’ouverture de l’Institut de l’Homme Nouveau (Projet Loft Etazhi, Saint-Pétersbourg), ainsi qu’au festival de cinéma organisé par la société PVA, avec un séminaire intitulé Le code Kouriokhine.
En 2011 :
- Séminaire Sergueï Kouriokhine : les mécaniques folles du rock russe (Projet Loft Svetoch, Saint‑Pétersbourg, avec A. Kouchnir) ;
- Table ronde Sergueï Kouriokhine : les mécaniques folles du rock russe (Moscou, avec S. Letov, A. Troitski, I. Saprykin, A. Kouchnir, S. Tchoubraev)[23] ;
- Exposition inaugurale Musée du livre d’artiste (Erarta, Saint‑Pétersbourg) ;
- Émission télévisée Rencontres tsarskoséliennes (chaîne « ВОТ! », Saint-Pétersbourg)[24].

En 2012, il a participé à la table ronde et à la présentation d’albums de Kouriokhine dans le cadre du 7ᵉ Festival international du livre de Moscou (Nouvelle Galerie Tretiakov), aux côtés d’A. Gavrilov, S. Jarikov, A. Kouchnir. Il a animé un séminaire intitulé Kouriokhine et la fin du postmodernisme musical (galerie GEZ‑21, Saint‑Pétersbourg).
En 2013 : 
- Participation à l’exposition Réalités du rock russe (Saint-Pétersbourg, Perm, Tcheliabinsk)[25] ;
- Exposition L’Heure des clochettes à la galerie Lumière (Moscou) ;
- Exposition ASSA : la dernière génération de l’avant-garde de Leningrad à l’Académie des beaux-arts (Saint‑Pétersbourg)[26],[27].

En 2014 : 
- Le musicien est toujours un invité (Saint-Pétersbourg) ;
- Let It Be (galerie GEZ‑21) ;
- Exposition hommage à Gueorgui Gourianov Rough Style GG[26],[28] ;
- Commissariat de l’exposition hommage à Kouriokhine Ashusheniya Drugova (en russe : « Ащушения Другова ») à Erarta, dans le cadre du programme parallèle de Manifesta 10 (Saint-Pétersbourg)[8],[27],[29].

En 2015 : 
- Exposition Joseph Brodsky (Mitki Gallery, Saint-Pétersbourg) ;
- Archive M (musée d’art moderne de Moscou)[26],[27] ;
- Nouveaux Compositeurs (Nouvelle Académie des Arts, Saint-Pétersbourg).

En 2016 : 
- Notes from the Underground : art et musique alternative en Europe de l’Est 1968–1994 (Musée d’art, Łódź, Pologne)[30] ;
- Exposition ОбличьЯ (Musée du théâtre et de la musique, Saint-Pétersbourg)[26],[27].

En 2017 : exposition hommage à Evgueni Youfit Indulgence (Nouvelle Académie des Arts, Saint-Pétersbourg).
En 2021 : exposition du 40ᵉ anniversaire du Leningrad Rock Club (Musée russe, Saint-Pétersbourg).
En 2022 : participation aux expositions Viktor Tsoï : le chemin d’un héros (Manège de Moscou), et L’image du groupe Kino dans la culture et l’art : 60 ans de Viktor Tsoï (Musée Diaghilev, Saint-Pétersbourg).
En 2023, il a organisé l’exposition Samizdat : la musique qui n’existait pas (KGallery, Saint-Pétersbourg),.
En 2024, il a participé à une exposition consacrée au 70ᵉ anniversaire de Sergueï Kouriokhine lors du festival musical Stereoleto (Saint-Pétersbourg).
Il donne des conférences dans divers établissements culturels, musées et fondations, et propose des visites guidées,,,.